# Врионис, Спирос
Спирос Врионис (англ. Speros Vryonis Jr.; 18 июля 1928, Мемфис, Теннесси — 11 марта 2019, Сакраменто, Калифорния) — американский историк греческого происхождения, один из самых выдающихся византинистов своего поколения. Доктор философии (1956), именной эмерит-профессор Нью-Йоркского университета, эмерит-профессор Калифорнийского университета в Лос-Анджелесе, член Американского философского общества (1974). Наиболее известен работой The Decline of Medieval Hellenism in Asia Minor and the Process of Islamization from the Elevenththrough the Fifteenth Century (Berkeley: University of California Press, 1971), которая получила медаль Хаскинса.
Его родители были эмигрантами с острова Кефалиния. Окончил Rhodes College (1950). В Гарварде получил степени магистра (1952) и доктора философии. На протяжении 28 лет профессор Калифорнийского университета в Лос-Анджелесе. С 1976 по 1984 год он также занимал кафедру средневековой и современной истории в Афинском университете. С 1988 года профессор Нью-Йоркского университета.
Член Американской академии искусств и наук (1976) и Американской академии медиевистики. Член-корреспондент Афинской академии (1992). Удостоился двухтомного фестшрифта (New Rochelle, NY: Caratzas, 1993). Состоял в редколлегии BMGS.